# Patrick Dempsey
Patrick Galen Dempsey (født 13. januar 1966) er en amerikansk skuespiller og racerkører, som er bedst kendt for sin rolle som neurokirurgen Derek "McDreamy" Shepherd i Greys Hvide Verden. Han fik hurtigt en skuespillerkarriere ved at medvirke i filmene Can't Buy Me Love (1987) og Loverboy (1989). Herfra har han optrådt i film som Outbreak (1995), Scream 3 (2000), Sweet Home Alabama (2002), Bjørne Brødre 2 (2006), Enchanted (2007), Made of Honor (2008), Valentine's Day (2010), Flypaper (2011), Freedom Writers (2007), Transformers: Dark of the Moon (2011) og Bridget Jones' Baby (2016).
Dempsey, som har en større samling af sports- og veteranbiler, bruger meget af sin fritid på racerløb. Han har deltaget i pro/am-stævner, såsom 24 Timers Le Mans, Rolex 24 at Daytona motorløb samt i Ensenada SCORE Baja 1000 off-road race. Før hans deltagelse i Le Mans-løbet i 2013, udtalte Dempsey, at han ville forlade sin skuespilskarriere for at køre motorløb fuldtid, hvis det kunne lade sig gøre.

## Opvækst
Dempsey blev født i Lewiston, Maine, og voksede op i de nærliggende byer Turner og Buckfield. Han har to ældre søstre og en halvbror, Shane Wray. Hans mor, Amanda (født Casson), var en skolesekretær og hans far, William, var forsikringssælger. Han gik på Buckfield High School og St. Dominic Regional High School, og efter at være flyttet til Houston, gik han på Willowridge High School.
I hans ungdom deltog Dempsey i jongleringskonkurrencer. I 1981 fik han en andenplads ved International Jugglers' Association-mesterskabet i juniorkategorien, førstepladsen gik til Anthony Gatto, som er anset for at være den bedste jonglør nogensinde.
Dempsey blev som 12-årig diagnosticeret med ordblindhed. På Barbara Walters' "Oscar-specialudgave" i 2008 fortalte han, at hans ordblindhed har gjort ham til den han er i dag. "Det har givet mig tankegangen - du skal bare blive ved," sagde Dempsey til Walters. "Jeg gav aldrig op."

## Skuespilskarriere

### Tidlig karriere
En invitation til sceneproduktionen af Torch Song Trilogy førte til at Dempsey blev opdaget som skuespiller. Hans audition gik godt og han brugte de næste fire måneder på at turnere rundt med forestillingen i Philadelphia. Han efterfulgte i hovedrollen ved en anden turne med forestillingen, Brighton Beach Memoirs, som blev instrueret af Gene Saks. Dempsey havde også bemærkelsesværdige optrædener i sceneproduktionerne af On Golden Pond med Maine Acting Compan, og i rollen som Timmy (Martin Sheens rolle) i off-Broadway-genopførslen af The Subject Was Roses i 1990, sammen med John Mahoney og Dana Ivey ved Roundabout Theatre i New York.
Dempseys først spillefilmsrolle var som 21-årig overfor Beverly D'Angelo i In The Mood, i den autentiske 2. verdenskrigshistorie om Ellsworth Wisecarver, hvis forhold til ældre gifte kvinder skabte et nationalt oprør. Derefter medvirkede han i den tredje film i rækken af komedieklassikeren Meatballs III: Summer Job sammen med Sally Kellerman i 1987. Han efterfulgte dette med at medvirke i ungdomskomedien Can't Buy Me Love i 1987 med Amanda Peterson og i Some Girls med Jennifer Connelly i 1988. I 1989 havde Dempsey hovedrollen i filmene Loverboy med Kirstie Alley og Happy Together overfor Helen Slater.

### 1990'erne og 2000'erne
Dempsey havde flere optrædener på tv i 1990'erne; han blev flere gange castet til pilotafsnit som ikke blev bragt til videre produktion, bl.a. i hovedrollerne af tv-versionerne af filmene The Player og About A Boy. Han modtog dog gode anmeldelser,, da han portrætterede den virkelig gangsterboss, Meyer Lansky i 1991, da filmen Mobsters blev udgivet på tv. Hans første større tv-rolle var som Will Trumans endnu-ikke-udsprungne sportscaster-ven i tre afsnit af Will & Grace. Han medvirkede i fire afsnit af Once & Again som Aaron Brooks, Lilys skizofrene bror (Sela Ward). Dempsey modtog en Emmy-nominering i 2001 i "Outstanding Guest Actor in a Drama Series" for rolle som Aaron. I 1993 spillede han den unge John F. Kennedy i den todelte tv-miniserie JFK: Reckless Youth. I 2000 spillede han Detective Kincaid i Scream 3.
Dempsey spillede den højtprofilerede rolle som Reese Witherspoons karakters forlovede i Sweet Home Alabama (2002). I 2004 medvirkede han i det anmelderroste HBO-drama Iron Jawed Angels, overfor Hilary Swank og Anjelica Huston. Han havde også en særlig gæsteoptræden i The Practice i den tredelte sæsonfinale (8x13-8x15).
I 2007 medvirkede Dempsey i Disney-filmen Enchanted og i Paramount Pictures-filmen Freedom Writers, hvor han blev genforenet med sin Iron Jawed Angels-kollega Hilary Swank. Han lagde også stemme til den engelsksprogede udgave af figuren Kenai i Bjørne Brødre-efterfølgeren Bjørne Brødre 2, hvor han overtog fra Joaquin Phoenix. Dempseys medvirkede herfra i filmene Made of Honor i 2018 som Tom og i 2010 i den romantiske komedie Valentine's Day.
Universal Pictures købte rettighederne til den prisvindende roman The Art of Racing in the Rain i juli 2009, som Dempsey skulle optræde i. Filmen endte i sidste ende med at have Milo Ventimiglia i stedet for. Dempsey spillede herfra Dylan Gould i Transformers: Dark of the Moon (2011).

### Greys Hvide Verden
Dempsey har modtaget betydelig offentlig bemærkelse for sin rolle som Dr. Derek Christopher Shepherd (McDreamy) i dramaserien Greys Hvide Verden overfor Ellen Pompeo. Før han fik rollen havde han været til audition til rollen som Dr. Chase på en anden medicinsk serie, House. Han har også optrådt i to afsnit af Grey's spinoffen Private Practice, hvor han spiller den samme karakter. Hans karakters forhold til Meredith Grey (Ellen Pompeo) på skærmen har fået masser af ros og positive reaktioner.
I januar 2014 indgik han i en to-års-kontrakt på Greys Hvide Verden, som på daværende tidspunkt kørte på 10. sæson, som lød på medvirken frem til en potentiel 11. og 12. sæson.
Dempsey blev nomineret til "Best Performance by an Actor in a Television Series–Drama" ved Golden Globes i 2006 for rollen. Hans succes i serien har ført til, at han er blevet talsmand for Mazda og State Farm Insurance. BuddyTV udnævnte ham som #1 på deres liste over "TV's Sexiest Men of 2011."
I november 2020 optrådte Dempsey som Derek Shepherd ved starten af seriens 17. sæson for første gang siden karakteren døde i april 2015.

### Senere arbejde
Efter hans farvel til Greys Hvide Verden har Dempsey arbejdet på to mindre tv-projekter: dramaet The Limit til SundanceTV og en thriller om en omrejsende agent, Fodors. Han fortalte: 
| “ | Jeg ville elske at lave noget andet. Jeg tager resten af året fri for at tænke mig om. Jeg vil gerne være producer. Jeg vil gerne være del af en serie med 10 til 12 afsnit. Men 24 afsnit igen, jeg ved ikke om jeg ville gøre det. Det er et virkelig hårdt liv. Det kan svare sig økonomisk, men man kommer jo til et punkt hvor nok er nok? Lige nu fokuserer jeg på at udvikle mig, køre motorløb og at være far for mine børn. | ” |

I 2016 medvirkede Dempsey i Universal Pictures-filmen Bridget Jones' Baby med Renée Zellweger og Colin Firth, og optrådte i 2018 Epix-tv-miniserien The Truth About the Harry Quebert Affair.
Den 4. februar 2020 fik Dempsey hovedrollen i CBS' politiske dramapilot Ways & Means, hvor han skulle spille en kongresleder. Den skulle oprindeligt være sendt i 2020-21-tv-sæsonen, men piloten blev sat på pause til den følgende tv-sæson på grund af COVID-19 pandemien. CBS udsendte den færdige pilot i maj 2021. I januar 2021 blev det annonceret, at Dempsey ville genoptage sin rolle i Enchanted-efterfølgeren, Disenchanted, som startede optagelser samme forår.

## Motorløb
I 2014 fortalte Dempsey Reuters ved Hockenheimring i paddocken ved det tyske Grand Prix, at motorløb ikke blot var en hobby, og det var blevet en ligeså stor del af hans liv som skuespil. Han sagde, "Det er altopslugende på mange måder. Jeg kan ikke forestille mig ikke at køre motorløb lige nu. Det holder mig i gang. Det er alt jeg tænker på til daglig."
Dempsey, som har en stor sports- og veteranbilssamling, har brugt fritiden på racerløb gennem flere år. Før Le Mans-løbet i 2013 fortalte han, at han gerne ville kunne konkurrence fuldtid, med ordene til Eurosport:
I would like to make that [motorsports] a complete priority and just focus on this full-time. If I could just walk away from acting, I think I could do that very easily, and just focus on the driving, I would love that more than anything else.
Han har deltaget i prestigefyldte pro/am-stævner såsom 24 Timers Le Mans, Rolex 24 at Daytona sports car race og i Tecate SCORE Baja 1000 off-road race. Han er medejer af Vision Racing IndyCar Series-holdet og nuværende ejer af Dempsey Racing, so i øjeblikket konkurrere med to Porsche 911 GT America's i "Tudor United Sports Car Series". Han har deltaget i stævneserien så ofte som muligt, selvom forsikringsrestriktioner har holdt ham fra at køre selv, mens han er i færd med at indspille en film. I 2009 kørte han en Team Seattle Advanced Engineering Ferrari F430 GT i 2009's "24 Hours of Le Mans's GT2 class" og kom ind på en niende plads i klassen.
Dempsey annoncerede, at han ville køre med i Rolex 24 at Daytona i 2011 sammen med de andre racerkørere i sæsonen i en Mazda RX-8.
Dempsey kørte ind på en tredjeplads ved GT Class of the Rolex 24 i Daytona. I 2012 deltog Dempsey i Grand-Am Continental Tire Sports Car Challenge bag rattet i en Aston Martin Racing-Multimatic Motorsports Aston Martin Vantage GT4, i, efter fem gode motorløbssæsoner i Europa, bilens debut på amerikanske bane. Han grundlagde herefter "Dempsey Racing team" for at kunne deltage i i den amerikanske Le Mans-serie. Holdet havde fuldtid bilen Oreca FLM09 deltagende i Prototype Challenge-klassen, samt en Lola B12/80 coupe i Prototype 2-klassen fra Laguna Seca fremover. [kilde mangler]
Efter sin debut i Le Mans i 2009, vendte Dempsey tilbage til Frankrig fire år senere og deltog i 2003's Le Mans i en Porsche 997 GT3 RSR. Dempsey og hans kolleger endte med en samlet 29. plads og en fjerdeplads i klassementet. [kilde mangler]
Dempsey udtalte til Porsche Newsroom: "Der er ikke megen forandring i mit arbejde på tv, men der er konstante ændringer i motorsport - hver omgang, hver bule, hvert øjeblik."
I 2015 fokuserede Dempsey på at deltage i FIA World Endurance Championship med hans egen Dempsey Racing-Proton-hold i GTE-Am-klassen i en Porsche 997 GT3 RSR, sammen med Patrick Long og Marco Seefried.

## Motorløbsresultater

### Opsummering af karriere
| Sæson | Serie                                            | Team                              | Løb | Wins | Poles | F/Omgang | Podium | Points | Placering |
| ----- | ------------------------------------------------ | --------------------------------- | --- | ---- | ----- | -------- | ------ | ------ | --------- |
| 2004  | Panoz Racing Series (GT class)                   | TBA                               | 2   | 0    | 0     | 0        | 0      | 9      | 9th       |
| 2006  | Toyota Pro/Celebrity Race (Pro class)            | TBA                               | 1   | 0    | TBA   | TBA      | 1      | N/A    | 2nd       |
| 2007  | Rolex Sports Car Series (GT class)               | Hyper Sport                       | 1   | 0    | 0     | 0        | 0      | 21     | 82nd      |
| 2008  | Rolex Sports Car Series (GT class)               | Hyper Sport                       | 9   | 0    | 0     | 0        | 0      | 143    | 30th      |
| 2009  | Rolex Sports Car Series (GT class)               | Dempsey Racing                    | 7   | 0    | 0     | 0        | 0      | 143    | 20th      |
| 2009  | 24 Hours of Le Mans (GT2 class)                  | Advanced Engineering Team Seattle | 1   | 0    | 0     | 0        | 0      | N/A    | 9th       |
| 2010  | Rolex Sports Car Series (GT class)               | Dempsey Racing                    | 4   | 0    | 0     | 0        | 0      | 89     | 29th      |
| 2010  | Continental Tire Sports Car Challenge (ST class) | Freedom Autosport                 | 1   | 0    | 0     | 0        | 0      | 9      | 90th      |
| 2011  | Rolex Sports Car Series (GT class)               | Dempsey Racing                    | 11  | 0    | 0     | 0        | 1      | 226    | 11th      |
| 2012  | Continental Tire Sports Car Challenge (GS class) | Multimatic Motorsports            | 2   | 0    | 0     | 0        | 0      | 0      | NC        |
| 2012  | Rolex Sports Car Series (GT class)               | Dempsey Racing                    | 9   | 0    | 0     | 0        | 0      | 138    | 24th      |
| 2012  | American Le Mans Series (LMP2 class)             | Dempsey Racing                    | 5   | 0    | 0     | 0        | 2      | 53     | 3rd       |
| 2012  | Maserati Trofeo World Series                     | TBA                               | 2   | 0    | 0     | 0        | 0      | 0      | NC        |
| 2013  | American Le Mans Series (GTC class)              | Dempsey Racing/Del Piero          | 10  | 0    | 0     | 0        | 3      | 87     | 7th       |
| 2013  | 24 Hours of Le Mans (GTE Am class)               | Dempsey Del Piero-Proton          | 1   | 0    | 0     | 0        | 0      | N/A    | 4th       |
| 2014  | United SportsCar Championship (GTD class)        | Dempsey Racing                    | 8   | 0    | 0     | 0        | 1      | 134    | 18th      |
| 2014  | 24 Hours of Le Mans (GTE Am class)               | Dempsey Racing-Proton             | 1   | 0    | 0     | 0        | 0      | N/A    | 5th       |
| 2014  | Porsche Supercup                                 | Porsche AG                        | 1   | 0    | 0     | 0        | 0      | 0‡     | NC‡       |
| 2015  | FIA World Endurance Championship (GTE Am class)  | Dempsey Racing-Proton             | 7   | 1    | 1     | 0        | 2      | 116    | 6th       |
| 2015  | 24 Hours of Le Mans (GTE Am class)               | Dempsey Racing-Proton             | 1   | 0    | 0     | 0        | 1      | N/A    | 2nd       |
| 2015  | Porsche Supercup                                 | Porsche AG                        | 1   | 0    | 0     | 0        | 0      | 0‡     | NC‡       |
| 2015  | United SportsCar Championship (GTD class)        | Wright Motorsports                | 1   | 0    | 0     | 0        | 1      | 31     | 33rd      |

‡ Not eligible for points.

### 24 Timers Le Mans resultater
| År   | Team                              | Co-Drivers                  | Bil                 | Klasse | Omgange | Pos. | Class Pos. |
| ---- | --------------------------------- | --------------------------- | ------------------- | ------ | ------- | ---- | ---------- |
| 2009 | Advanced Engineering Team Seattle | Don Kitch, Jr. Joe Foster   | Ferrari F430 GT2    | GT2    | 301     | 30th | 9th        |
| 2013 | Dempsey Del Piero-Proton          | Joe Foster Patrick Long     | Porsche 997 GT3 RSR | GTE Am | 305     | 28th | 4th        |
| 2014 | Dempsey Racing-Proton             | Joe Foster Patrick Long     | Porsche 911 RSR     | GTE Am | 329     | 24th | 5th        |
| 2015 | Dempsey-Proton Racing             | Patrick Long Marco Seefried | Porsche 911 RSR     | GTE Am | 330     | 22nd | 2nd        |

### Complete Rolex Sports Car Series resultater
(key) (Resultaterne er overall/class)
| År   | Entrant        | Klasse | Chassis       | Engine             | 1         | 2          | 3          | 4         | 5         | 6         | 7         | 8         | 9         | 10        | 11        | 12        | 13        | Rank | Points |
| ---- | -------------- | ------ | ------------- | ------------------ | --------- | ---------- | ---------- | --------- | --------- | --------- | --------- | --------- | --------- | --------- | --------- | --------- | --------- | ---- | ------ |
| 2007 | Hyper Sport    | GT     | Mazda RX-8 GT | Mazda 2.0L 3-Rotor | DAY       | MEX        | HOM        | VIR       | LGA       | LIM       | WGL       | MDO       | DAY       | IOW       | BAR       | MON       | MIL 27/10 | 82nd | 21     |
| 2008 | Hyper Sport    | GT     | Mazda RX-8 GT | Mazda 2.0L 3-Rotor | DAY 39/24 | HOM 27/14  | MEX        | VIR       | LGA       | LIM       | WGL 36/19 | MDO 24/12 | DAY 25/11 | BAR 28/14 | MON 26/9  | NJ 33/19  | MIL 26/14 | 30th | 143    |
| 2009 | Dempsey Racing | GT     | Mazda RX-8 GT | Mazda 2.0L 3-Rotor | DAY 35/22 | VIR        | NJ 15/7    | LGA 22/10 | WGL 21/7  | MDO 18/6  | DAY 26/11 | BAR       | WGL       | MON       | MIL       | HOM 28/11 |           | 20th | 143    |
| 2010 | Dempsey Racing | GT     | Mazda RX-8 GT | Mazda 2.0L 3-Rotor | DAY 13/6  | HOM 21/7   | BAR 21/10  | VIR 23/12 | LIM       | WGL       | MDO       | DAY       | NJ        | WGL       | MON       | MIL       |           | 29th | 89     |
| 2011 | Dempsey Racing | GT     | Mazda RX-8 GT | Mazda 2.0L 3-Rotor | DAY 14/3  | HOM 31/18† | BAR 18/8   | VIR 21/13 | LIM 20/11 | WGL 15/9  | ELK       | LGA 23/13 | NJ 16/9   | WGL 22/11 | MON 21/11 | MDO 21/11 |           | 11th | 226    |
| 2012 | Dempsey Racing | GT     | Mazda RX-8 GT | Mazda 2.0L 3-Rotor | DAY 21/10 | BAR 21/13  | HOM 21/14† | NJ        | BEL 25/16 | MDO 18/10 | ELK 17/11 | WGL 26/16 | IMS 31/21 | WGL       | MON       | LGA 23/13 | LIM       | 24th | 138    |

†Kørte ikke nok omgange til at kunne få point.

### Complete Continental Tire Sports Car Challenge results
(key) (Results are overall/class)
| Year | Entrant                | Class | Chassis              | Tyres | 1         | 2         | 3   | 4   | 5   | 6   | 7   | 8   | 9   | 10  | Rank | Points |
| ---- | ---------------------- | ----- | -------------------- | ----- | --------- | --------- | --- | --- | --- | --- | --- | --- | --- | --- | ---- | ------ |
| 2010 | Freedom Autosport      | ST    | Mazdaspeed3          | C     | DAY 47/22 | HOM       | BAR | VIR | LIM | WGL | MDO | NJ  | TRO | MIL | 90th | 9      |
| 2012 | Multimatic Motorsports | GS    | Aston Martin Vantage | C     | DAY 63/32 | BAR 72/32 | HOM | NJ  | MDO | ELK | WGL | IMS | LGA | LIM | NC‡  | 0‡     |

‡ Da Dempsey var gæste-kører, kunne han ikke få point.

### Complete Maserati Trofeo World Series resultater
(key)
| Year | 1     | 2     | 3     | 4     | 5     | 6     | 7     | 8     | 9     | 10    | 11      | 12    | 13        | 14    | 15    | DC  | Points |
| ---- | ----- | ----- | ----- | ----- | ----- | ----- | ----- | ----- | ----- | ----- | ------- | ----- | --------- | ----- | ----- | --- | ------ |
| 2012 | JAR 1 | JAR 2 | ALG 1 | ALG 2 | ALG 3 | IMO 1 | IMO 2 | IMO 3 | LEC 1 | LEC 2 | SON 1 6 | SON 2 | SON 3 Ret | SHA 1 | SHA 2 | NC‡ | 0‡     |

‡ Da Dempsey var gæste-kører, kunne han ikke få point.

### Complete American Le Mans Series resultater
(key) (Results are overall/class)
| Year | Entrant                  | Class | Chassis             | Engine               | Tyres             | 1        | 2        | 3        | 4        | 5        | 6        | 7        | 8        | 9        | 10        | Rank | Points |
| ---- | ------------------------ | ----- | ------------------- | -------------------- | ----------------- | -------- | -------- | -------- | -------- | -------- | -------- | -------- | -------- | -------- | --------- | ---- | ------ |
| 2012 | Dempsey Racing           | LMP2  | Lola B12/87         | Judd-BMW HK 3.6 L V8 | M                 | SEB      | LBH      | LGA 30/4 | LIM 7/3  | MOS      | MDO 9/4  | ELK 9/2  | BAL      | VIR      | ATL Ret   | 3rd  | 53     |
| 2013 | Dempsey Racing/Del Piero | GTC   | Porsche 997 GT3 Cup | Porsche 4.0 L Flat-6 | Skabelon:Yokohama | SEB 29/6 | LBH 26/6 | LGA 21/2 | LIM 30/7 | MOS 25/4 | ELK 27/4 | BAL 16/4 | AUS 23/3 | VIR 23/6 | ATL 23/2† | 7th  | 87     |

† Kørte ikke nok omgange til at kunne få point.

### Complete United SportsCar Championship resultater
(key) (Results are overall/class)
| Year | Entrant            | Class | Chassis                | Engine               | 1         | 2         | 3         | 4   | 5         | 6         | 7        | 8         | 9        | 10        | 11         | Rank | Points |
| ---- | ------------------ | ----- | ---------------------- | -------------------- | --------- | --------- | --------- | --- | --------- | --------- | -------- | --------- | -------- | --------- | ---------- | ---- | ------ |
| 2014 | Dempsey Racing     | GTD   | Porsche 911 GT America | Porsche 4.0 L Flat-6 | DAY 50/24 | SEB 42/15 | LGA 27/20 | BEL | WGL 23/4† | MOS 27/11 | IMS 34/9 | ELK 40/13 | VIR 10/3 | AUS 41/14 | ATL 49/18† | 24th | 153    |
| 2015 | Wright Motorsports | GTD   | Porsche 911 GT America | Porsche 4.0 L Flat-6 | DAY 13/3  | SEB       | LGA       | BEL | WGL       | LIM       | ELK      | VIR       | AUS      | ATL       |            | 33rd | 31     |

### Complete Porsche Supercup resultater
(key)
| Year | Team       | 1   | 2   | 3   | 4   | 5      | 6      | 7      | 8   | 9   | 10  | 11  | DC  | Points |
| ---- | ---------- | --- | --- | --- | --- | ------ | ------ | ------ | --- | --- | --- | --- | --- | ------ |
| 2014 | Porsche AG | ESP | MON | AUT | GBR | GER 23 | HUN    | BEL    | ITA | USA | USA |     | NC‡ | 0‡     |
| 2015 | Porsche AG | ESP | MON | AUT | GBR | HUN    | BEL 29 | BEL 23 | ITA | ITA | USA | USA | NC‡ | 0‡     |

‡ Da Dempsey var gæste-kører, kunne han ikke få point.

### Complete FIA World Endurance Championship resultater
| Year | Entrant               | Class    | Car             | Engine               | 1     | 2     | 3     | 4     | 5     | 6     | 7     | 8   | Rank | Points |
| ---- | --------------------- | -------- | --------------- | -------------------- | ----- | ----- | ----- | ----- | ----- | ----- | ----- | --- | ---- | ------ |
| 2015 | Dempsey Racing-Proton | LMGTE Am | Porsche 911 RSR | Porsche 4.0 L Flat-6 | SIL 6 | SPA 5 | LMS 2 | NÜR 4 | COA 4 | FUJ 1 | SHA 4 | BHR | 6th  | 116    |

## Andet arbejde

### Promoverende arbejde
Dempsey har været ansigt for L'Oreal og Versace og medvirkede i reklamer for Serengeti-solbriller. I november 2008 lancerede han en Avon-parfume med navnet "Unscripted". I juni 2009 kunne Women's Wear Daily reportere, at lanceringen af den anden Avon-duft ville kaldes "Patrick Dempsey 2". Parfumerne blev tildelt "Men's Private Label/Direct Sell" ved FiFi Awards-prisuddelingen i 2010. Den 29. september 2012 lancerede det mexicanske bredbåndsfirma Cablemás, Megacable samt Mexico Citys Cablevisión en reklamekampagne med Dempsey, hvor en husholderske falder over Dempseys profil på en online datingside.
Fra 2013 blev Dempsey ansigtet for Silhouette, et østrigsk brillefirma. Fra januar 2017 optrådte Dempsey for Vodafone Italy og han medvirker i nogle enkelte italienske reklamer i samme omgang. I 2018 lancerede Bleusalt, et Malibu-grundlagt modebrand, en kollektion designet af skuespilleren.

### Forretningsinteresser
I januar 2013 annoncerede Dempsey, at hans firma (Global Baristas) havde vundet budkrigen og kunne opkøbe det Seattle-grundlagte Tully's Coffee, som havde meldt sig bankerot i oktober. Dempseys bud på $9.15 mio. var nok til at opkøbe Tullys, efter budkrigen overfor Starbucks. Dempseys firma fik styring af de 47 Tullys-forretninger i Seattle-området, men de fik ikke onlineforretningen, som blev opkøbt af Green Mountain Coffee Roasters i 2009.
Efter en juridisk tvist med investorgruppen Global Baristas, forlob Dempsey gruppen, hvilket medførte, at han mistede sin ledelsesposition ved Tully's. Dempsey lagde sag an på vegne af Global Baristas og hævdede, at Michael Avenatti lånte 2 millioner dollars af Tullys aktiver uden at informere Dempsey, frem for fuldt ud at finansiere kaffekæden som lovet, og kaldte renten på 15 procent på lånet "ublu" og stævnede for Avenatti at finansiere Tullys drift og opfylde dets driftskapitalbehov samt for eventuelle skader, som virksomheden skylder. Kort tid efter udsendte Dempseys advokatkontor en erklæring om, at partnerskabet blev opløst, og at Dempsey ønskede advokaten og virksomheden "alt det bedste". Avenatti har udtalt, at tvisten var en "misforståelse" og vil fortsætte samarbejdet med andre investorer og ny ledelse.

### Filantropi
I 1997 blev Dempseys mor, Amanda, diagnosticeret med cancer, med fem tilbagefald. Den 24. marts 2014 døde hun i Lewiston, Maine, 79 år gammel. Som reaktion på morens kamp mod kræften, hjalp Dempsey med at grundlægge "Patrick Dempsey Center" ved Central Maine Medical Center i Lewiston. I oktober 2009, da Dempsey startede den første Dempsey Challenge, måtte tilmeldingen til eventet lukke efter at have nået målet på 3,500 cyklister, løbere og gående. Eventet indsamlede mere end $1 million til cancercentret. Hans mor stod ved mållinjen, da Dempsey færdiggjorde hans 50-mile-cykelløb. "Dempsey Challenge" er siden da blevet en årlig begivenhed i oktober og afholdes af Amgen i Lewiston–Auburn-området.Den 28. maj 2017 modtog Dempsey en æresdoktorgrad fra Bates College i hans hjemby, Lewiston, Maine for han filantropiske arbejde i byen og for at have grundlagt "the Dempsey Center — blot et par gader fra Bates college."
Dempsey blev også tildelt en æresdoktorgrad af Bowdoin College i 2013 for hans filantropiske arbejde. Hans Greys Hvide Verden-karakter Derek Shepherd var blevet indskrevet som Bowdoin-dimittent efter en tidligere studerende fra skolen havde indsamlet underskrifter fra 450 studerende for at kunne "indskrive" karakteren som tidligere studerende på skolen.

## Privatliv
Dempsey fik konstateret ordblindhed som 12-årig. Han har derfor været nødt til at lære sit manuskript udenad for at kunne optræde, selv til blot auditions havde han indøvet teksterne.
Entertainment Weekly havde Dempseys hår på deres opsamling fra det sidste årtis "best-of" liste, med ordene, "Hvad var med til at gøre Grey's Anatomy til et megahit? Det kunne have noget med skaber Shonda Rhimes' skalpel-skarpe historier at gøre … eller McDreamys helt utrolige lækre mandehår at gøre. Siger det bare."
I 2005 satte People ham på andenpladsen på deres årlige "Sexiest Men Alive" og det samme igen i 2006.
Dempsey er blevet skilt to gange. Den 24. august 1987 blev han gift med sin manager, skuespilleren og skuespilsunderviseren, Rochelle "Rocky" Parker, da han var 21 og hun var 48. Hun optrådte sammen med Dempsey i filmen In the Mood. Det stod hurtigt klart at Dempsey havde giftet sig med sin bedste vens mor, han skulle efter sigende have udtalt, at han først blev bedste venner med Parkers søn efter han var begyndt at komme sammen med Parker. Parret blev skilt den 26. april 1994. Parker døde i 2014.
Den 31. juli 1999 giftede Dempsey sig med Jillian Fink. Parret har tre børn, datteren Talula Fink Dempsey  (født 20. februar 2002) og tvillingedrengene Sullivan Patrick Dempsey og Darby Galen Dempsey (født 1. februar 2007). I januar 2015 søgte Fink om skilsmisse men parret fandt sammen igen samme år. De aflyste deres forestående skilsmisse den 12. november 2016.
Dempsey støtter den skotske fodboldklub Rangers F.C., på grund af hans skotske afstamning fra hans sted-bedstefar.

## Filmografi

### Film
| År   | Titel                          | Rolle                        | Noter           |
| ---- | ------------------------------ | ---------------------------- | --------------- |
| 1985 | The Stuff                      | Underground kunde #2         | Ukrediteret     |
| 1985 | Heaven Help Us                 | Corbet                       |                 |
| 1986 | A Fighting Choice              | Kellin Taylor                |                 |
| 1986 | Meatballs III: Summer Job      | Rudy Gerner                  |                 |
| 1987 | Can't Buy Me Love              | Ronald Miller                |                 |
| 1987 | In the Mood                    | Ellsworth 'Sonny' Wisecarver |                 |
| 1988 | Some Girls                     | Michael                      |                 |
| 1988 | In a Shallow Grave             | Potter Daventry              |                 |
| 1989 | Loverboy                       | Randy Bodek                  |                 |
| 1989 | Happy Together                 | Christopher Wooden           |                 |
| 1990 | Coupe de Ville                 | Robert 'Bobby' Libner        |                 |
| 1991 | Mobsters                       | Meyer Lansky                 |                 |
| 1991 | Run                            | Charlie Farrow               |                 |
| 1993 | Bank Robber                    | Billy                        |                 |
| 1993 | Face the Music                 | Charlie Hunter               |                 |
| 1994 | With Honors                    | Everett Calloway             |                 |
| 1994 | Ava's Magical Adventure        | Jeffrey                      | Også instruktør |
| 1995 | Outbreak                       | Jimbo Scott                  |                 |
| 1997 | Hugo Pool                      | Floyd Gaylen                 |                 |
| 1998 | Denial                         | Sam                          |                 |
| 1998 | The Escape                     | Clayton                      |                 |
| 2000 | Scream 3                       | Det. Mark Kincaid            |                 |
| 2002 | Sweet Home Alabama             | Andrew Hennings              |                 |
| 2002 | The Emperor's Club             | Ældre Louis Masoudi          |                 |
| 2003 | Lucky 7                        | Peter Connor                 |                 |
| 2004 | Iron Jawed Angels              | Ben Weissman                 |                 |
| 2006 | Brother Bear 2                 | Kenai (stemme)               | Direct-to-video |
| 2007 | Freedom Writers                | Scott Casey                  |                 |
| 2007 | Enchanted                      | Robert Philip                |                 |
| 2008 | Made of Honor                  | Tom Bailey                   |                 |
| 2010 | Valentine's Day                | Harrison Copeland            |                 |
| 2011 | Transformers: Dark of the Moon | Dylan Gould                  |                 |
| 2011 | Flypaper                       | Tripp                        | Også producer   |
| 2013 | Ushi Must Marry                | Sig selv                     |                 |
| 2016 | Bridget Jones's Baby           | Jack Qwant                   |                 |
| 2019 | The Art of Racing in the Rain  | None                         | Producer        |
| 2022 | Disenchanted                   | Robert Philip                |                 |

### Tv
| År                   | Titel                                    | Rolle              | Noter                                              |
| -------------------- | ---------------------------------------- | ------------------ | -------------------------------------------------- |
| 1986                 | Fast Times                               | Mike Damone        | 7 afsnit                                           |
| 1986                 | A Fighting Choice                        | Kellin Taylor      | Tv-film                                            |
| 1989                 | The Super Mario Bros. Super Show!        | The Plant (voice)  | Episode: Super Plant/The Pied Koopa                |
| 1993                 | JFK: Reckless Youth                      | John F. Kennedy    | Miniserie                                          |
| 1996                 | The Right to Remain Silent               | Tom Harris         | Film                                               |
| 1996                 | A Season in Purgatory                    | Harrison Burns     | Miniserie                                          |
| 1997                 | 20,000 Leagues Under the Sea             | Pierre Arronax     | Miniserie                                          |
| 1998                 | Jeremiah                                 | Jeremiah           | Film                                               |
| 1998                 | Crime and Punishment                     | Raskolnikov        | Film                                               |
| 2000–2001            | Will & Grace                             | Matthew            | 3 afsnit                                           |
| 2000; 2002           | Once and Again                           | Aaron Brooks       | 4 afsnit                                           |
| 2001                 | Blonde                                   | Cass Bulut         | Film                                               |
| 2003                 | Lucky 7                                  | Peter Connor       | Film                                               |
| 2003                 | Karen Sisco                              | Carl Wilkens       | Afsnit: Blown Away                                 |
| 2004                 | Iron Jawed Angels                        | Ben Weissman       | Film                                               |
| 2004                 | The Practice                             | Dr. Paul Stewart   | 3 afsit                                            |
| 2005–2015, 2020–2021 | Grey's Anatomy                           | Dr. Derek Shepherd | Fast rolle (sæson 1–11) Tilbagevendende (sæson 17) |
| 2009 2012            | Private Practice                         | Dr. Derek Shepherd | 2 afsnit                                           |
| 2017                 | Red Nose Day Actually                    | Sarah's Husband    | Kortfilm                                           |
| 2018                 | The Truth About the Harry Quebert Affair | Harry Quebert      | Miniserier                                         |
| 2020                 | Devils                                   | Dominic Morgan     | Fast rolle                                         |
| TBD                  | Ways & Means                             | TBD                | Fast rolle Også executive producer                 |

## Priser og nomineringer
Skabelon:BLP unsourced section
| År   | Pris                      | Kategori                                                  | Arbejde                        | Resultat  |
| ---- | ------------------------- | --------------------------------------------------------- | ------------------------------ | --------- |
| 1987 | Young Artist Award        | Best Young Actor in a Motion Picture – Comedy             | Can't Buy Me Love              | Vundet    |
| 2000 | Primetime Emmy Award      | Outstanding Guest Actor in a Drama Series                 | Once and Again                 | Nomineret |
| 2005 | Golden Globe Award        | Best Actor – Television Series Drama                      | Grey's Anatomy                 | Nomineret |
| 2005 | Screen Actors Guild Award | Outstanding Performance by a Male Actor in a Drama Series | Grey's Anatomy                 | Nomineret |
| 2006 | Golden Globe Award        | Best Actor – Television Series Drama                      | Grey's Anatomy                 | Nomineret |
| 2006 | Screen Actors Guild Award | Outstanding Performance by an Ensemble in a Drama Series  | Grey's Anatomy                 | Vundet    |
| 2006 | Teen Choice Award         | Choice TV Actor Drama                                     | Grey's Anatomy                 | Nomineret |
| 2007 | People's Choice Awards    | Favorite Male TV Star                                     | Grey's Anatomy                 | Vundet    |
| 2007 | Screen Actors Guild Award | Outstanding Performance by an Ensemble in a Drama Series  | Grey's Anatomy                 | Vundet    |
| 2008 | People's Choice Awards    | Favorite Male TV Star                                     | Grey's Anatomy                 | Vundet    |
| 2008 | Teen Choice Award         | Choice TV Actor Drama                                     | Grey's Anatomy                 | Nomineret |
| 2008 | MTV Movie Award           | Best Kiss (med Amy Adams)                                 | Enchanted                      | Nomineret |
| 2008 | National Movie Award      | Best Performance — Male                                   | Enchanted                      | Nomineret |
| 2009 | People's Choice Awards    | Favorite TV Drama Actor                                   | Grey's Anatomy                 | Nomineret |
| 2010 | People's Choice Awards    | Favorite TV Drama Actor                                   | Grey's Anatomy                 | Nomineret |
| 2011 | People's Choice Awards    | Favorite TV Drama Actor                                   | Grey's Anatomy                 | Nomineret |
| 2011 | People's Choice Awards    | Favorite TV Doctor                                        | Grey's Anatomy                 | Nomineret |
| 2011 | Golden Raspberry Award    | Worst Supporting Actor                                    | Transformers: Dark of the Moon | Nomineret |
| 2012 | People's Choice Awards    | Favorite TV Drama Actor                                   | Grey's Anatomy                 | Nomineret |
| 2014 | People's Choice Awards    | Favorite TV Drama Actor                                   | Grey's Anatomy                 | Nomineret |
| 2014 | People's Choice Awards    | Favorite On-Screen Chemistry (med Ellen Pompeo)           | Grey's Anatomy                 | Nomineret |
| 2015 | People's Choice Awards    | Favorite TV Drama Actor                                   | Grey's Anatomy                 | Vundet    |